# Nogometni klub Triglav Kranj
Nogometni klub Triglav Kranj, krajše  NK Triglav Kranj ali preprosto Triglav, je slovenski nogometni klub iz Kranja. Ustanovljen je bil leta 1920. Člansko moštvo trenutno igra v 2. SNL.

## Nekdanji znani igralci
- Josip Iličić
- Jalen Pokorn
- Lamin Diallo
- Anže Jelar

- Žan Benedičič
- Aljaž Cotman
- Luka Majcen
- Ousman Koli
- Hristian Denkovski
- Dinnyuy Kongnyuy